# Great Eastern Main Line
51°31′08″ пн. ш. 0°04′53″ зх. д. / 51.5188° пн. ш. 0.0815° зх. д.
Great Eastern Main Line — магістральна залізниця Великої Британії, завдовжки 184.3 км.
Пролягає на північний схід від станції Ліверпуль-стріт у Лондоні до Іпсвіча та Норвіча . 
Лінія в основному обслуговує приміські перевезення, але також є важливим маршрутом для вантажних перевезень.
Лінією курсують потяги Abellio Greater Anglia та C2c. 
Маршрут електрифікований 25 кВ 50 Гц, має чотири колії між Лондоном і Шенфілдом, по дві колії для міжміського та приміського сполучення. 
З 17 травня 2022 компанія MTR Corporation обслуговує приміську послугу під брендом Elizabeth line.

## Історія
Найстаріша дистанція «Great Eastern Main Line» — між Майл-Ендом і Ромфордом — була побудована в 1839 році Eastern Counties Railway (ECR). 
Кінцевою зупинкою в Лондоні була станція Бішопсгейт, поки станція Ліверпуль-стріт не була відкрита в 1874 році. 
ECR об'єдналася з іншими компаніями, та утворила Great Eastern Railway в 1862 році. 
Її, своєю чергою, було об’єднано в London and North Eastern Railway (LNER) у 1923 році.
Після націоналізації в 1948 році лінія перебувала у власності державної залізниці British Rail. 
Після приватизації в 1997 році лінію було передано двом різним компаніям: «First Great Eastern» мала під орудою приміські та середні міжміські перевезення, Anglia Railways — маршрути далекого сполучення. 
Обидві концесії були об’єднані в 2004 році та після тендеру перейшли під оруду National Express East Anglia, яка припинила свою діяльність 5 лютого 2012 року і була замінена Abellio Greater Anglia}}.